# Davenport (Iowa)
Davenport es una ciudad de los Estados Unidos localizada a orillas del río Misisipi en el condado de Scott, del que es además su sede, en el estado de Iowa. Según el censo de 2010 tenía una población de 104 564 habitantes. Está ubicada a la orilla derecha del río Misisipi, que la separa de Illinois.

## Geografía
Según la Oficina del Censo de los Estados Unidos, la localidad tiene un área total de 168,54 km², de los cuales 163,03 km² corresponden a tierra firme y el restante 5,51 km² a agua, que representa el 3,27% de la superficie total de la localidad.

## Demografía
Según el censo de 2010, había 104564 personas residiendo en la localidad. La densidad de población era de 591,46 hab./km². Había 44087 viviendas con una densidad media de 261,58 viviendas/km². El 80,66% de los habitantes eran blancos, el 10,79% afroamericanos, el 0,38% amerindios, el 2,18% asiáticos, el 0,05% isleños del Pacífico, el 2,1% de otras razas, y el 3,85% pertenecía a dos o más razas. El 7,28% de la población eran hispanos o latinos de cualquier raza.